# In Too Deep (Sum 41)
In Too Deep è il secondo singolo estratto dall'album All Killer No Filler del gruppo musicale canadese Sum 41, pubblicato nel 2001.

## Video musicale
Il video del brano, all'inizio del quale si può udire il ritornello di Fat Lip (anche questo singolo estratto da All Killer No Filler), è liberamente ispirato alla gara di tuffi presente nel film Back to School ed è stato diretto da Marc Klasfeld. I Sum 41 affrontano una squadra di tuffi, rappresentata dai tipici atleti muscolosi delle scuole superiori statunitensi. Ogni membro della band si tuffa in maniera comica, al contrario degli avversari, che eseguono i tuffi in maniera quasi perfetta. Dopo che il chitarrista Dave Baksh si tuffa, improvvisamente si erge dall'acqua per suonare il suo assolo. Dopo ogni tuffo, il video mostra la scena del gruppo che suona il brano in una piscina vuota, circondato da fan. All'ultimo tuffo, il batterista Steve Jocz esegue un tuffo comico, saltando su tutti i trampolini della piscina e cadendo in acqua in maniera perfetta; riceve il massimo dei voti e la band vince la gara. Alla fine del video si tuffano in acqua sia gli spettatori sia i giudici.

## Utilizzo del brano nei media
- La canzone fa parte della colonna sonora dei film American Pie 2 e Una scatenata dozzina.
- La canzone compare nel 13º episodio della 3ª Stagione di Malcolm.
- Il brano è presente nei videogame LEGO Rock Band e Guitar Hero: Warriors of Rock come traccia scaricabile dall'emporio.

## Formazione
- Deryck Whibley - voce, chitarra ritmica
- Dave Baksh - chitarra solista, voce secondaria
- Jason McCaslin - basso, voce secondaria
- Steve Jocz - batteria

## Classifiche
| Classifica (2001)         | Peak posizione |
| ------------------------- | -------------- |
| Australia                 | 29             |
| Belgio (Vallonia)         | 36             |
| Canada                    | 2              |
| Francia                   | 30             |
| Nuova Zelanda             | 47             |
| Paesi Bassi               | 41             |
| Regno Unito               | 13             |
| Stati Uniti (alternative) | 10             |
| Svizzera                  | 87             |